# Gloster Guan
El Gloster Guan fue un caza biplano experimental monomotor y monoplaza construido en el Reino Unido para probar el rendimiento de cazas con motores sobrealimentados a gran altitud. Se planearon tres ejemplares, pero sólo se construyeron dos.

## Diseño y desarrollo
La potencia de los motores de pistón disminuye con la altitud debido a la menor densidad del oxígeno. Como resultado, el rendimiento disminuye y el techo operativo se ve limitado. Con el Gorcock, Gloster había producido un avión mucho más rápido que sus contemporáneos, y el Guan fue diseñado para utilizar la sobrealimentación para mantener este rendimiento en altitud y elevar el techo operativo por encima de sus competidores.
El Ministerio del Aire encargó tres Guan en 1925. Al igual que en el Gorcock, la potencia provenía de variantes del motor Napier Lion de 12 cilindros y flecha ancha. El primer Guan tenía el Lion IV con caja reductora de 335 kW (450 hp), el segundo, el Lion VI sin caja reductora de 475 kW (525 hp). Un tercer avión proyectado habría contado con un Lion invertido, conocido como Lioness, pero este avión no se construyó. Estos motores contaban con un sobrealimentador accionado por el escape (un concepto conocido actualmente como turbocompresor) montado en el morro, debajo de la hélice, con una gran cantidad de tuberías expuestas. El radiador estaba montado debajo del fuselaje y entre las patas del tren de aterrizaje. Inicialmente, estos motores accionaban hélices de dos palas de paso fijo, pero posteriormente el primer avión se equipó con una hélice metálica de paso variable y velocidad constante.
El Guan era un biplano de un solo vano con alas de madera revestidas de tela, de envergaduras desiguales y marcado decalaje. Todos los cazas Gloster de Folland, desde el Grebe en adelante, utilizaban un ala superior gruesa combinada con un ala inferior bastante delgada, y el Guan seguía este patrón, elegido para proporcionar baja resistencia a alta velocidad y buena sustentación a las bajas velocidades de despegue. Contaba con soportes interplanares paralelos y alerones en todas las alas.
El fuselaje era totalmente metálico y estaba recubierto de tela. El fuselaje trasero tenía un diseño más parecido al del Gamecock que al del Grebe o el Gorcock, y el empenaje era casi idéntico al del Gamecock.
El primer avión llegó al RAE Farnborough en agosto de 1926 y el segundo lo hizo a principios del año siguiente. La sobrealimentación proporcionó las mejoras de rendimiento previstas, con potencia máxima y una velocidad máxima de 280 km/h a 4570 m (15 000 pies). El techo de servicio era de 9450 m (31 000 pies) en comparación con los 7315 m (24 000 pies) del Gorcock, de potencia similar pero con una envergadura ligeramente menor. Los turbocompresores, que giraban a gran velocidad, causaban constantes problemas. Esto provocó la cancelación del tercer Guan y de todo el programa de desarrollo.

### El nombre
La búsqueda de Gloster de nombres aliterativos de aves les llevó a recorrer un largo camino. Guan es el nombre local de uno de los varios géneros de aves de caza de la familia Cracidae, que habitan en la América tropical.

## Especificaciones (segundo prototipo)
Referencia datos: James, 1971, pp. 134–5

### Características generales
- Tripulación: Uno (piloto)
- Longitud: 6,7 m (22 ft)
- Envergadura: 9,7 m (31,8 ft)
- Altura: 3,3 m (10,8 ft)
- Superficie alar: 27,7 m² (298 ft²)
- Peso vacío: 1348 kg (2971 lb)
- Peso cargado: 1725 kg (3801,9 lb)
- Planta motriz: 1× motor lineal de 12 cilindros en W refrigerado por agua Napier Lion VI.
  - Potencia: 475 kW (655 HP; 646 CV)
- Hélices: Bipala de paso fijo

### Rendimiento
- Velocidad máxima operativa (Vno): 281 km/h (175 MPH; 152 kt) a 4600 m (15 000 pies)
- Techo de vuelo: 9450 m (31 004 ft)
- Régimen de ascenso: 8 m/s (1575 ft/min) para 6100 m (20 000 pies)